# 18124 Leeperry
18124 Leeperry è un asteroide della fascia principale. Scoperto nel 2000, presenta un'orbita caratterizzata da un semiasse maggiore pari a 2,3456750 UA e da un'eccentricità di 0,1117397, inclinata di 5,88590° rispetto all'eclittica.